# 庫拉布羅切羅鎮

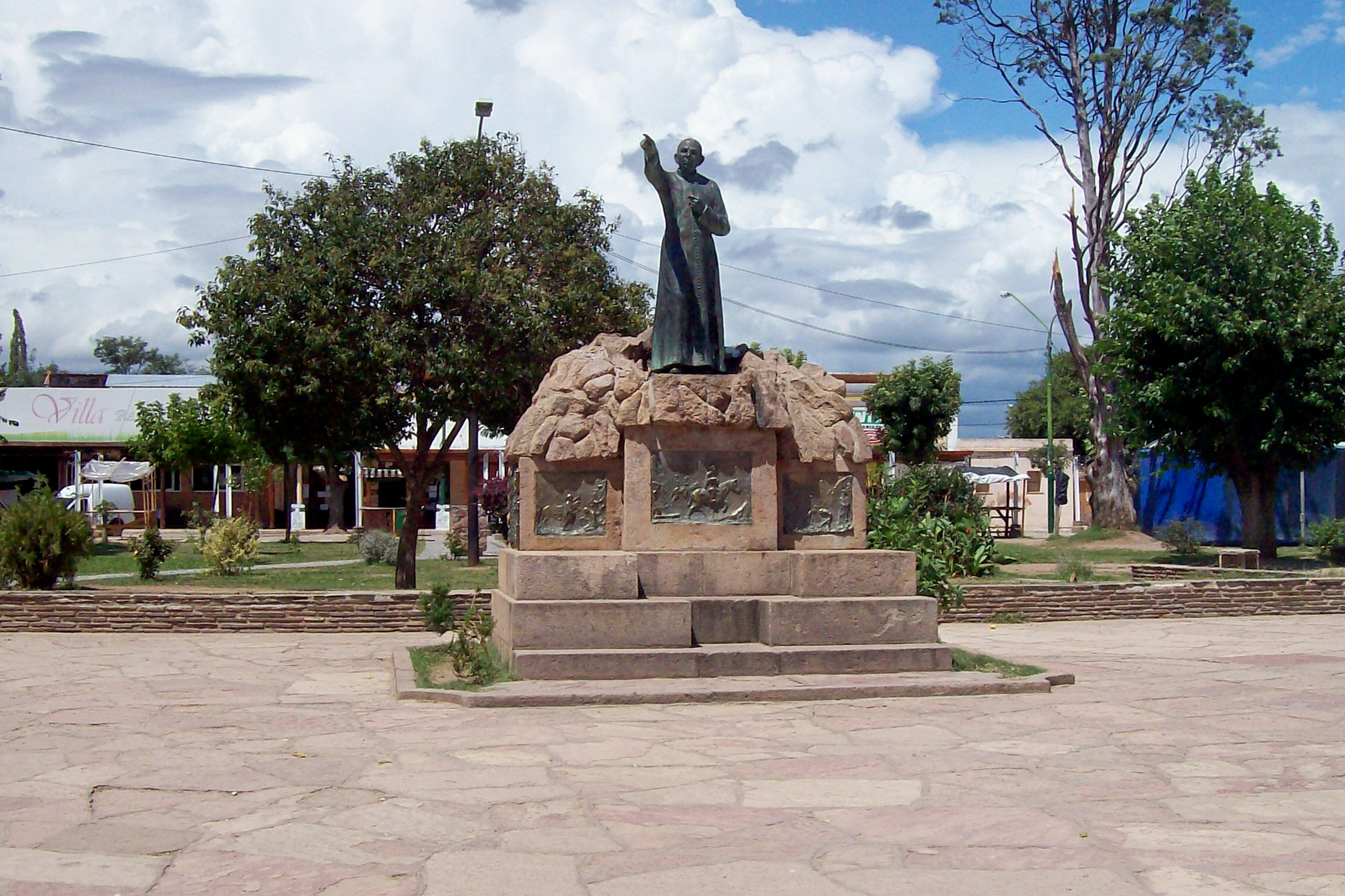
庫拉布羅切羅鎮

31°40′S 65°1′W / 31.667°S 65.017°W
庫拉布羅切羅鎮（西班牙語：Villa Cura Brochero），是阿根廷的城鎮，位於該國中部科爾多瓦省，是聖阿爾韋托縣的首府，距離科爾多瓦150公里，始建於1864年，海拔高度959米，2010年人口6,351。